# Michał A. Michalski
Michał A. Michalski (ur. 1975) – polski kulturoznawca, filozof, dr hab. nauk humanistycznych, profesor uczelni Wydziału Antropologii i Kulturoznawstwa Uniwersytetu im. Adama Mickiewicza w Poznaniu.

## Życiorys
16 czerwca 2003 obronił pracę doktorską Kulturowy wymiar pracy ludzkiej, 4 kwietnia 2016 habilitował się na podstawie oceny dorobku naukowego i pracy zatytułowanej Znaczenie rodziny dla międzypokoleniowej transmisji kultury gospodarczej. Objął funkcję profesora uczelni w Instytucie Kulturoznawstwa na Uniwersytecie im. Adama Mickiewicza w Poznaniu na Wydziale Antropologii i Kulturoznawstwa Uniwersytetu im. Adama Mickiewicza w Poznaniu.

## Publikacje
- 2012: Rodzina i jej dylematy w kontekście postmodernistycznych przemian rynku[3]
- 2014: Rodzina a zrównoważony rozwój[3]
- 2015: Żeby sprzedać – trzeba dać : o rynku i jego nierynkowych fundamentach[3]
- 2018: Gospodarka zaczyna się w rodzinie : kondycja rodziny a rozwój społeczno-gospodarczy[3]

## Odznaczenia
- Odznaka Honorowa Meritis pro Familia (2020)[4]